# Sophie z Lichtenštejna
Sophie kněžna z Lichtenštejna, Sophie Elizabeth Marie Gabrielle Herzogin in Bayern (německy Sophie Elizabeth Marie Gabrielle von und zu Liechtenstein, Gräfin zu Rietberg, roz. Herzogin in Bayern, 28. října 1967, Mnichov) je německá šlechtična, vévodkyně z bavorské panovnické dynastie Wittelsbachů a od roku 1993 manželka lichtenštejnského dědičného prince Aloise. 

## Život
Narodila se v Mnichově jako Sophie Elisabeth Marie Gabrielle vévodkyně bavorská, dcera prince Maxe Emanuela, vévody bavorského, a jeho ženy švédské hraběnky Elisabeth Douglasové.
V letech 1978-1980 navštěvovala dívčí školu v Heiligenstadtu, později dívčí internátní školu v Lenggriesu. Pak studovala angličtinu a anglickou literaturu na katolické univerzitě v Eichstättu.
Před svatbou s lichtenštejnským korunním princem Aloisem užívala svůj titul vévodkyně bavorská a princezna bavorská po otci, tyto tituly však neměly platnost z důvodu zrušení šlechtických titulů v SRN po první světové válce. Jejím šlechtickým titulem se tedy stal až titul po manželovi dědičná princezna lichtenštejnská.

## Manželství a děti
3. července 1993 se ve vaduzské katedrále sv. Florina vdala za lichtenštejnského prince Aloise. Mají spolu 4 děti:
- 1. Joseph Wenzel Maximilian Maria z Lichtenštejna (* 24. 5. 1995 Londýn)
- 2. Marie-Caroline Elisabeth Immaculata z Lichtenštejna (* 17. 10. 1996 Grabs)
- 3. Georg Antonius Constantin Maria z Lichtenštejna (* 20. 4. 1999 Grabs)
- 4. Nikolaus Sebastian Alexander Maria z Lichtenštejna (* 6. 12. 2000 Grabs)

## Vyznamenání
- Pamětní medaile 70. narozenin krále Karla XVI. Gustava – Švédsko, 30. dubna 2016
- velká čestná dekorace ve zlatě na stuze Čestného odznaku Za zásluhy o Rakouskou republiku – Rakousko, 20. března 2018[1]
- dáma Řádu Terezy – Bavorsko[2]
- dáma Řádu svaté Alžběty – Bavorsko[2]
- velkohvězda Knížecího záslužného řádu – Lichtenštejnsko